# ديك هوتشرسن
ديك هوتشرسن (بالإنجليزية: Dick Hutcherson)‏ هو سائق سباق أمريكي، ولد في 30 نوفمبر 1931 في كيوكوك في الولايات المتحدة، وتوفي في 6 نوفمبر 2005 بسبب نوبة قلبية.

## روابط خارجية
- ديك هوتشرسن على موقع Racing-Reference.info (الإنجليزية)
- ديك هوتشرسن على موقع DriverDB.com (الإنجليزية)